# 2011 en Océanie
Chronologie de l’Océanie
- 2007
- 2008
- 2009
- 2010
- 2011
- 2012
- 2013
- 2014
- 2015

Cet article concerne les événements thématiques qui se sont produits durant l'année 2011 en Océanie.

## Politique

### Élections
- 4 mars : Élections législatives aux Samoa ; Tuilaepa Sailele Malielegaoi est reconduit au poste de premier ministre, le Parti pour la protection des droits de l'Homme conservant une majorité absolue des sièges.
- 8 mars : Élections législatives aux États fédérés de Micronésie. (Tous les députés sont sans étiquette.)
- 7 mai : Élections législatives à Niue ; Toke Talagi est reconduit au poste de premier ministre.
- 11 mai : Élection présidentielle (indirecte) aux États fédérés de Micronésie ; Manny Mori, seul candidat, est réélu.
- 22 juin : Référendum sur la légalisation des casinos à Palaos ; les électeurs votent « non » à 75,5 %[1].
- 21 et 28 octobre : Élections législatives aux Kiribati.
- 21 novembre : Élections législatives aux îles Marshall[2]. Il n'y a pas de partis politiques, mais les nouveaux députés, prenant leurs fonctions le 3 janvier 2012, écartèrent Jurelang Zedkaia de la présidence de la république, élisant Christopher Loeak à sa succession[3].
- 26 novembre : Élections législatives couplées à un référendum sur le système électoral en Nouvelle-Zélande. Le Parti national (libéral-conservateur) obtient 59 sièges sur 121, et le premier ministre John Key est reconduit avec le soutien de petits partis[4]. Les citoyens décident en outre de conserver le système électoral existant (qui combine une part de scrutin uninominal majoritaire à un tour à une part de représentation proportionnelle)[5].

### Événements

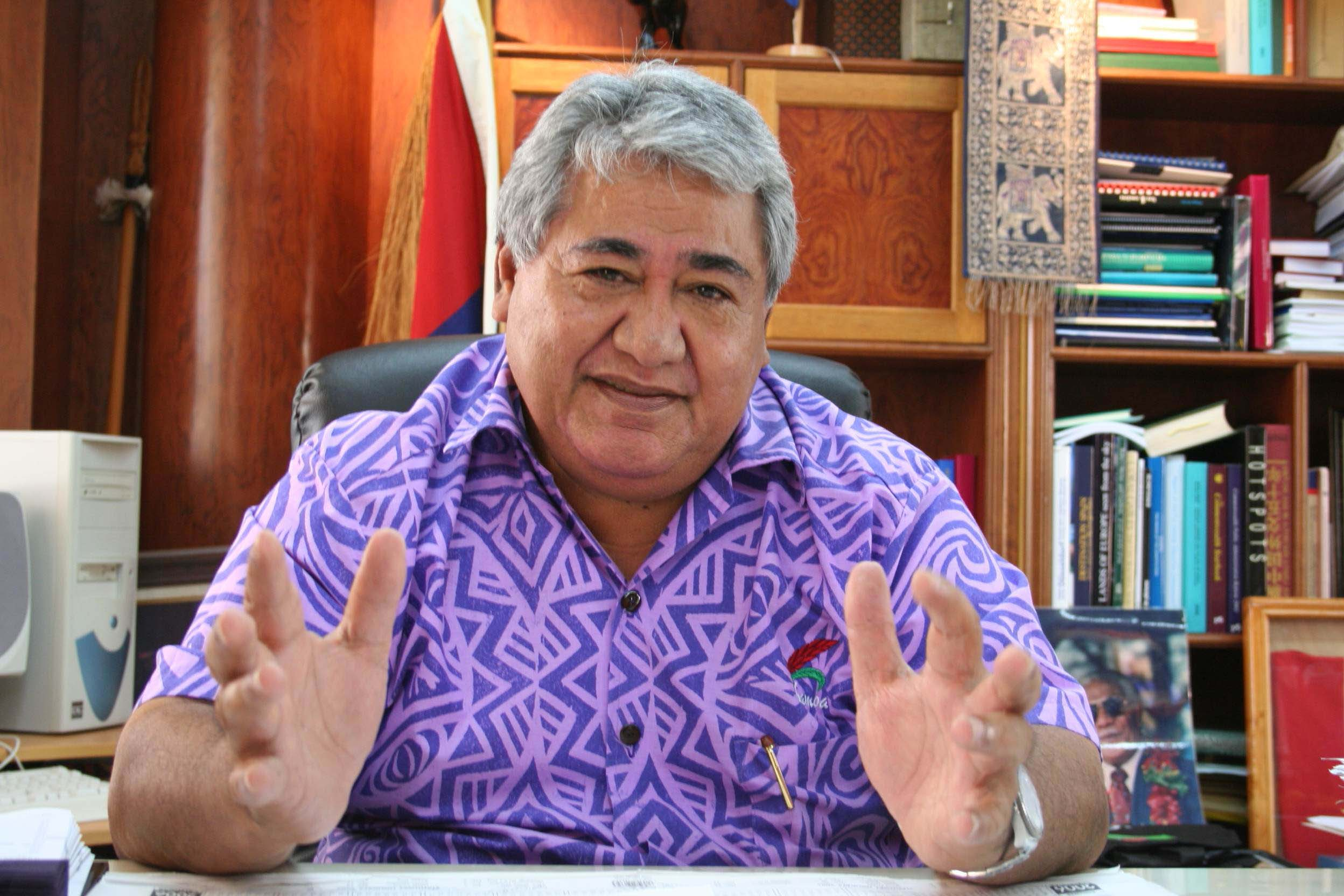
Sailele Malielegaoi, réélu premier ministre des Samoa, et principal initiateur du Groupe des Dirigeants polynésiens.

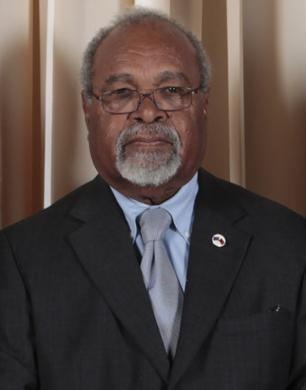
Michael Somare, « père de la nation » de Papouasie-Nouvelle-Guinée

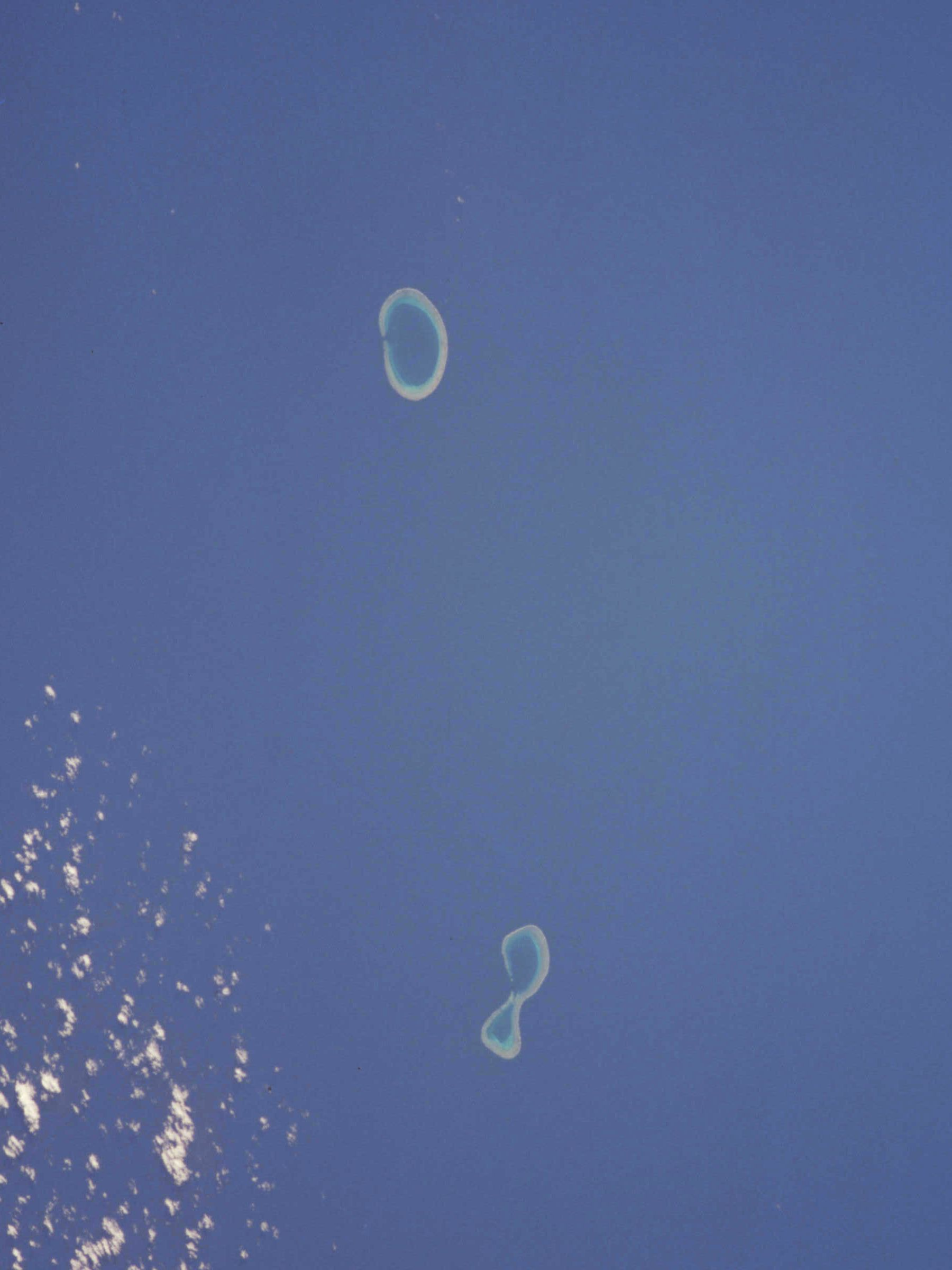
Les récifs de Minerve, source d'un litige territorial entre Fidji et Tonga

article détaillé : Crise constitutionnelle papou-néo-guinéenne de 2011 (décembre)

#### Mars
- 4 mars : Marc Neil-Jones, éditeur du Vanuatu Daily Post, accuse Harry Iauko, ministre des Infrastructures du Vanuatu, d'avoir pénétré dans son bureau avec plusieurs hommes et de l'avoir agressé physiquement. L'affaire est portée devant les tribunaux[6],[7]. Iauko est finalement condamné à une amende de Vt15 000, que Reporters sans frontières juge bien trop faible eu égard aux faits[8].

#### Avril
- début avril : Michael Somare, premier ministre de Papouasie-Nouvelle-Guinée et « père de la nation », est hospitalisé pour une opération cardiaque à Singapour[9]. Il demeure plusieurs mois en soins intensifs[10].
- 24 avril : le premier ministre du Vanuatu, Sato Kilman, est renversé par une motion de confiance parlementaire, et remplacé par Serge Vohor. Le 13 mai, la cour d'appel annule l'élection de Vohor, la déclarant anticonstitutionnelle (car il avait été élu par une majorité relative et non pas absolue de députés) ; Sato Kilman retrouve ses fonctions[11].

#### Mai
- mai : dégradation importante des relations entre les Fidji et les Tonga, en raison de la défection aux Tonga d'un haut gradé fidjien, et d'une dispute territoriale autour des récifs de Minerve[12],[13].

#### Juin
- 13 juin : découverte du cadavre d'une femme dans les jardins du domicile du premier ministre papou-néo-guinéen par intérim Sam Abal. Son fils Teo est arrêté par la police deux jours plus tard[14],[15].
- 15 juin : le Chief Justice Vincent Lunabek, de la Cour suprême du Vanuatu, déclare nulle et non avenue l'élection en décembre 2010 du premier ministre Sato Kilman, celle-ci n'ayant pas été conforme aux dispositions sur le vote des députés à bulletin secret prévues par l'article 41 de la Constitution. Edward Natapei est restauré premier ministre par intérim, chargé de convoquer le Parlement pour l'élection d'un nouveau Premier ministre[16].
- 28 juin : la famille de Michael Somare annonce sa démission, déclarant qu'il ne pourra pas reprendre ses fonctions de premier ministre à sa sortie de l'hôpital[17].

#### Août
- 2 août : Sam Abal, premier ministre par intérim de Papouasie-Nouvelle-Guinée, est renversé par une motion de confiance parlementaire ; Peter O'Neill lui succède[18].

#### Septembre
- 9 septembre : Entrée en vigueur aux Fidji d'un décret publié par les autorités militaires, interdisant le droit de grève et restreignant grandement les activités syndicales et les droits des ouvriers dans les « industries nationales essentielles »[19]. Fin octobre et début novembre, les deux principaux dirigeants du Congrès des syndicats fidjiens, Daniel Urai et Felix Anthony, sont arrêtés et placés en détention[20]. Urai est inculpé pour sédition, tandis qu'Anthony est relâché[21].

#### Octobre
- 28 octobre : Le premier ministre britannique David Cameron, souhaitant amender l'Acte d'établissement de 1701 pour permettre à une sœur aînée de primer sur son frère cadet dans l'ordre de succession à la Couronne britannique, obtient un accord de principe des premiers ministres des quinze autres royaumes du Commonwealth ; parmi eux, Julia Gillard, John Key, Peter O'Neill, Danny Philip et Willy Telavi. L'accord des Parlements d'Australie, de Nouvelle-Zélande, de Papouasie-Nouvelle-Guinée, des Îles Salomon et des Tuvalu est en effet requis pour toute altération touchant à la monarchie conjointe de ces royaumes[22],[23].

#### Novembre
- 10 novembre : Accusé par ses adversaires politiques d'avoir cherché à toucher des pots-de-vin sur des contrats relatifs au phosphate (la principale exportation du pays), le Président de Nauru, Marcus Stephen, nie, mais démissionne plutôt que de faire face à une motion de censure. Les députés élisent Frederick Pitcher pour lui succéder[24].
- 10 novembre : Le vice-premier ministre de Papouasie-Nouvelle-Guinée, Belden Namah, démet de ses fonctions le Chief Justice Sir Salamo Injia, président de la Cour suprême. Injia est en effet accusé par la police de mauvaise gestion des fonds de la Cour. Cette destitution intervient toutefois alors que la Cour se prépare à examiner la légalité de l'élection du premier ministre Peter O'Neill ; le gouvernement affirme qu'il s'agit d'une coïncidence. Le lendemain, la Cour suprême ordonne l'arrestation de Belden Namah et du procureur général Allan Marat[25]. Le 14 novembre, Namah et Marat se livrent à la police, et le gouvernement annonce qu'Injia ne sera pas suspendu de ses fonctions - tout en accusant les juges de rechercher une confrontation avec l'exécutif[26].
- 11 novembre : Plusieurs de ses ministres et députés ayant rejoint les rangs de l'opposition, le premier ministre salomonais Danny Philip annonce sa démission. Il assure l'intérim jusqu'à l'élection d'un nouveau premier ministre par le Parlement le 16 novembre[27],[28]. Avec les voix d'une partie de l'ancienne majorité et d'une partie de l'opposition, Gordon Darcy Lilo, ministre des Finances limogé par Philip, est élu avec 26 voix, face à 20 pour le candidat de l'opposition Milner Tozaka[29].
- 15 novembre : À Nauru, le député Sprent Dabwido quitte la majorité présidentielle et rejoint les rangs de l'opposition, provoquant l'apparition d'une nouvelle majorité au Parlement et la destitution du Président Pitcher par motion de censure cinq jours après son accession à la présidence. Dabwido lui-même est élu pour lui succéder[30],[31].
- 17 novembre : Le Groupe des Dirigeants polynésiens, groupe de coopération inter-gouvernementale en matière d'éducation et de culture, d'adaptation au changement climatique, ou encore de commerce et d'investissement, voit le jour à la suite d'un sommet international à Apia. Les membres fondateurs sont trois États souverains (Samoa, Tonga et Tuvalu) et cinq territoires disposant de divers degrés d'autonomie (îles Cook, Niue, Samoa américaines, Polynésie française et Tokelau)[32],[33].
- 23 novembre : Le Parlement de Papouasie-Nouvelle-Guinée adopte deux mesures importantes. D'une part, la création de vingt-deux sièges au Parlement (un par province) réservés aux femmes, afin de compenser l'absence quasi totale de femmes députées depuis l'indépendance. La mesure est adoptée, avec le soutien du gouvernement, par soixante-douze voix (dont celle de l'unique femme députée, Dame Carol Kidu) contre deux. Elle devrait être mise en application pour les élections législatives de 2012. D'autre part, la création de deux nouvelles provinces (portant donc leur nombre à vingt-deux) : Jiwaka, qui sera détachée des Hautes-Terres méridionales, et Hela, qui sera détachée des Hautes-Terres occidentales[34],[35].

#### Décembre
- 1er décembre : Le Parlement du Vanuatu ratifie l'accession du pays à l'Organisation mondiale du commerce, par 26 voix contre 21, malgré des manifestations d'opposants appuyés par des organisations non-gouvernementales et par le Conseil des Églises. Le ministre de la Justice et des Affaires sociales, Ralph Regenvanu, se dissocie du gouvernement et vote contre[36] ; il est limogé pour « manque de loyauté envers le gouvernement » le mois suivant[37].
- 7 décembre : Andrew Hanaria, ministre salomonais de l'Aviation civile, perd son siège au Parlement (et donc son ministère), la Haute Cour ayant jugé qu'il avait corrompu des électeurs de sa circonscription avant les élections législatives de 2010, au moyen de distributions d'argent et de biens matériels[38],[39].
- 12 décembre : La Cour suprême de Papouasie-Nouvelle-Guinée ordonne, par décision de trois juges contre deux, l'annulation de l'élection du premier ministre Peter O'Neill, la déclarant illégale. Sir Michael Somare redevient premier ministre. La Cour estime en effet que le poste de premier ministre n'était pas vacant au moment où O'Neill y fut élu par les députés le 2 août. En outre, la Cour annonce qu'O'Neill sera poursuivi pour outrage à la Cour, pour avoir tenté de destituer le président de la Cour, Sir Salamo Injia, juste avant le jugement[40]. O'Neill rejette le jugement, s'appuyant sur une majorité parlementaire, mais le Gouverneur général Michael Ogio nomme Somare au poste de premier ministre[41].
- 14 décembre : à la suite des événements ci-dessus, le Parlement de Papouasie-Nouvelle-Guinée démet de ses fonctions le Gouverneur général Sir Michael Ogio et élit à sa place Jeffrey Nape, le Speaker (président) du Parlement. Les forces armées du pays (Papua New Guinea Defence Force) indiquent qu'elles demeureront neutres, et qu'elles attendront la fin de la crise politique sans intervenir[42]. Quelques jours plus tard, lorsqu'il apparaît clair que Somare n'a que peu de soutiens, Ogio déclare que les conseils de la Cour suprême avaient été erronés. Restauré à son poste de gouverneur général le 19 décembre, il reconnaît à nouveau Peter O'Neill[43]. À la fin de l'année, Peter O'Neill semble avoir le contrôle effectif du gouvernement et des services publics, bien que Somare affirme toujours être le premier ministre légitime[44].

### Gouvernements
- Australie
  - reine : Élisabeth II d'Australie
  - gouverneur-général : Quentin Bryce
  - premier ministre : Julia Gillard
- Îles Cook
  - reine : Élisabeth II de Nouvelle-Zélande
  - représentant de la reine : Frederick Goodwin
  - premier ministre : Henry Puna
- Fidji
  - chef suprême : Élisabeth II
  - président : Epeli Nailatikau
  - premier ministre : Frank Bainimarama
- Kiribati
  - président : Anote Tong
- Îles Marshall
  - président : Jurelang Zedkaia
- États fédérés de Micronésie
  - président : Manny Mori
- Nauru
  - président : Marcus Stephen (jusqu'au 10 novembre), puis Frederick Pitcher (jusqu'au 15 novembre), puis Sprent Dabwido
- Niue
  - reine : Élisabeth II de Nouvelle-Zélande
  - premier ministre : Toke Talagi
- Nouvelle-Zélande
  - reine : Élisabeth II de Nouvelle-Zélande
  - gouverneur général : Anand Satyanand (jusqu'au 31 août), puis Jerry Mateparae
  - premier ministre : John Key
- Palaos
  - président : Johnson Toribiong

- Papouasie-Nouvelle-Guinée

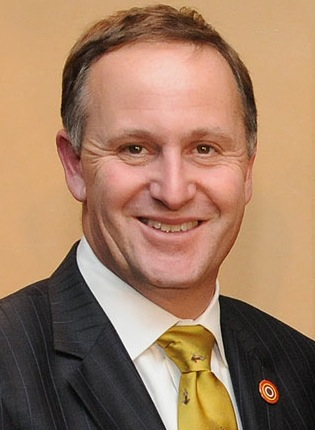
John Key, réélu premier ministre de Nouvelle-Zélande en novembre

  - reine : Élisabeth II de Papouasie-Nouvelle-Guinée
  - gouverneur général : Michael Ogio (suspendu du 14 au 19 décembre)
  - premier ministre : Michael Somare (Sam Abal assurant l'intérim) (jusqu'au 28 juin), puis Sam Abal (par intérim) (jusqu'au 2 août), puis Peter O'Neill (crise constitutionnelle à partir du 12 décembre : la Cour suprême déclare que Michael Somare est le premier ministre légitime, mais O'Neill demeure au pouvoir avec l'appui du Parlement)
- Îles Salomon
  - reine : Élisabeth II des Îles Salomon
  - gouverneur général : Frank Kabui
  - premier ministre : Danny Philip (jusqu'au 16 novembre), puis Gordon Darcy Lilo
- Samoa
  - O le Ao O le Malo : Tupua Tamasese Tupuola Tufuga Efi
  - premier ministre : Tuilaepa Sailele Malielegaoi
- Tonga
  - roi : George Tupou V
  - premier ministre : Lord Tu‘ivakano
- Tuvalu
  - reine : Élisabeth II des Tuvalu
  - gouverneur général : Iakoba Italeli
  - premier ministre : Willy Telavi
- Vanuatu
  - président : Iolu Abil
  - premier ministre : Sato Kilman (jusqu'au 24 avril), puis Serge Vohor (jusqu'au 13 mai, avant annulation de son élection), puis Sato Kilman (jusqu'au 16 juin, avant annulation de son élection), puis Edward Natapei (par intérim, jusqu'au 26 juin), puis Sato Kilman

## Environnement
- janvier : Continuation des inondations au Queensland, dans le nord-est de l'Australie, faisant finalement trente-cinq morts et neuf disparus.
- 22 février : Un séisme frappe la région du Canterbury en Nouvelle-Zélande, faisant 181 morts.
- juillet : Kevin Conrad, ambassadeur de la Papouasie-Nouvelle-Guinée pour le changement climatique et l'environnement, dépose au secrétariat de la Conférence de Durban sur les changements climatiques une proposition d'amendement de la Convention-cadre des Nations unies sur les changements climatiques, visant à débloquer en dernier recours toute absence de consensus parmi les États participant à la conférence, via un vote à la majorité des trois quarts qui engagerait tous les États[45],[46].
- octobre : L'aide internationale apporte de l'eau aux Tuvalu et aux Tokelau, frappés par la sécheresse. Les Tuvalu n'ont pas connu une pluie conséquente depuis novembre 2010, et en l'absence de cours d'eau ou de lacs d'eau douce, les réserves viennent à manquer. La sécheresse affecte la santé des habitants, ainsi que l'agriculture[47],[48].
- 13 octobre : La Chambre des Représentants en Australie adopte la taxe carbone du gouvernement de Julia Gillard par 74 voix contre 72. En minorité, le Parti travailliste bénéficie du soutien des Verts (qui ont joué un rôle clef dans la préparation du texte) et de trois députés sans étiquette[49]. Le 8 novembre, le projet de loi est adopté par le Sénat, où les Travaillistes et les Verts ensemble ont une majorité absolue, par 36 voix contre 32. La loi entrera en vigueur le 1er juillet 2012[50],[51].
- décembre : Lors de la Conférence de Durban sur les changements climatiques, Foua Toloa, représentant (et ancien dirigeant) des Tokelau, annonce qu'en 2012 son minuscule pays s'appuiera entièrement sur des énergies renouvelables : principalement l'énergie solaire photovoltaïque (à 93 % environ), mais aussi du biodiesel produit à partir d'huile de coco locale[52].

## Culture
- 3 septembre : Première projection (lors de la Mostra de Venise 2011) du film O Le Tulafale (L'Orateur), de Tusi Tamasese. Coproduction samoane et néo-zélandaise, il s'agit du premier long métrage issu des Samoa. Filmé entièrement aux Samoa, en langue samoane et avec des acteurs samoans, il présente l'histoire d'un fermier, simple villageois atteint de nanisme, qui cherche la courage et la confiance en soi nécessaires pour prétendre au titre de chef qu'avait son père[53],[54],[55].

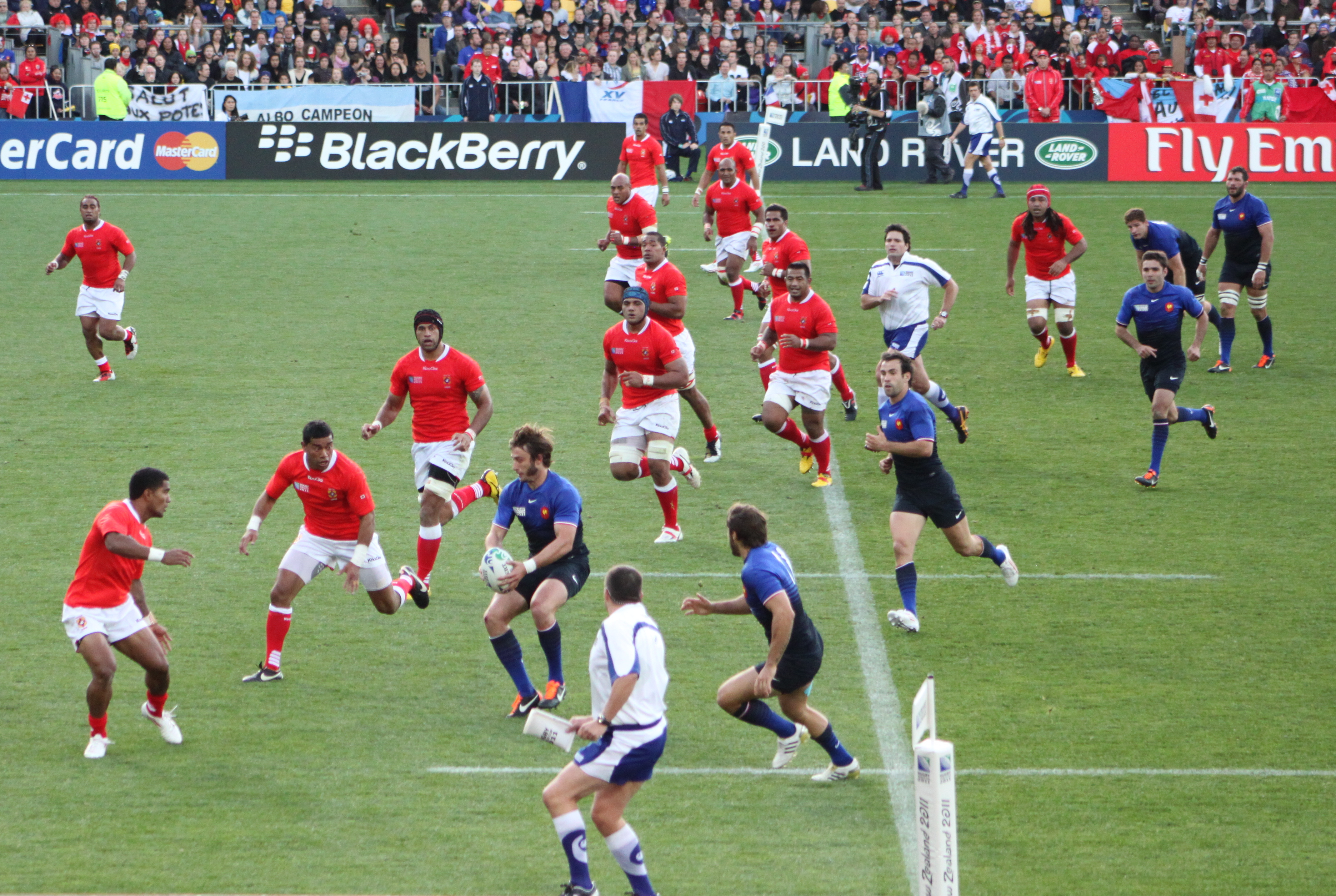
France-Tonga à la Coupe du monde 2011

## Sport
- 27 août : début des XIVe Jeux du Pacifique, qui se tiennent jusqu'au 10 septembre en Nouvelle-Calédonie.
- 9 septembre : début de la Coupe du monde de rugby à XV 2011 en Nouvelle-Zélande. Parmi les pays océaniens, outre le pays hôte, l'Australie, les Fidji, les Samoa et les Tonga sont qualifiés. En amont de la compétition, les Fidji protestent contre le refus des autorités néo-zélandaises d'accorder un visa aux joueurs ayant des liens de parenté avec des membres des forces armées fidjiennes, le pays étant sous régime militaire[56],[57]. Les All Blacks emportent la Coupe à domicile, battant la France 8-7 en finale, obtenant ainsi leur second titre[58].
- 22 au 26 novembre : tour préliminaire, à Apia de la coupe d'Océanie de football 2012. Les quatre moins bonnes équipes d'Océanie s'affrontent pour une place en phase finale ; l'équipe des Samoa remporte le tour à domicile[59].
- décembre : les Mini Jeux du Pacifique 2017 sont confiés au Vanuatu, écartant les candidatures des îles Mariannes du Nord et de Nauru[60].

## Autres événements marquants
- 13 octobre : Un avion civil Dash 8 de la compagnie Airlines PNG s'écrase une trentaine de kilomètres au sud de Madang, en Papouasie-Nouvelle-Guinée. Il y a vingt-huit morts parmi les trente-et-une personnes à bord. Le pilote, qui se trouve parmi les trois survivants, explique qu'en réponse à un moteur défaillant et émettant de la fumée, il avait tenté un atterrissage d'urgence. Le premier ministre Peter O'Neill annule des visites officielles à l'étranger pour se rendre sur les lieux du drame, et déplore l'accident aérien le plus meurtrier de l'histoire du pays[61],[62],[63].
- 3 novembre : Des manifestations contre la criminalité à Lae, deuxième ville de Papouasie-Nouvelle-Guinée, dégénèrent en plusieurs journées d'émeutes, faisant au moins cinq morts et provoquant la fermeture temporaire de nombreux commerces. Le gouvernement de Peter O'Neill annonce des restrictions sur la liberté de mouvement autour de la ville jusqu'en janvier, et, le 6 novembre, avertit qu'il décrétera l'état d'urgence si la situation ne revient pas à la normale[64].
- 30 décembre : Cette journée est effacée du calendrier aux Samoa et aux Tokelau, ces deux pays passant directement du 29 décembre au 31. Ils déplacent ainsi la ligne de changement de date, qui passera dorénavant à l'est de leur territoire, plutôt qu'à l'ouest. Cette mesure est destinée à faciliter les relations commerciales avec l'Australie, la Nouvelle-Zélande et l'Asie, en évitant un décalage d'une journée avec ces partenaires[65],[66],[67].

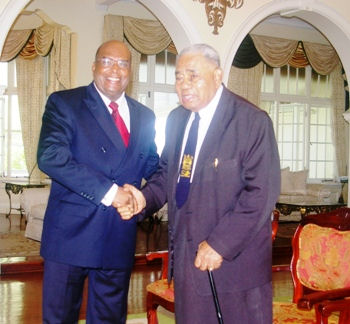
Ratu Josefa Iloilovatu (à droite), ancien Président de la République des Fidji, décédé le 6 février

## Décès
- 6 février : Ratu Josefa Iloilovatu, né le 29 décembre 1920, ancien Président de la République des Îles Fidji (de juillet 2000 à juillet 2009)
- 11 juillet : Sir Filoimea Telito, président de l'Église chrétienne des Tuvalu (Église nationale) et ancien Gouverneur général des Tuvalu (de 2005 à 2010)[68]
- 19 ou 20 juillet : Isaia Italeli, ministre tuvaluan des Travaux publics et des Ressources naturelles (en fonction)[69]
- 24 juillet : Kaveinga Faʻanunu, né le 30 juillet 1962, député tongien (en fonction)[70]
- 25 décembre : Moses Pitakaka, ancien Gouverneur général des îles Salomon (de 1994 à 1999)[71].
- 26 décembre : Fred Fono, né le 10 octobre 1962, ancien vice-premier ministre des îles Salomon (de décembre 2007 à août 2010)[72].